# La nuit se lève
La nuit se lève (Radio Moon)  est un court métrage de 14' réalisé par Pierre Gaffié et sorti en 2018. Il décrit les conjonctions lors d'une nuit de pleine lune entre divers destins, dont celui d'une animatrice de radio (interprétée par Marilyne Fontaine).
Le film est chroniqué dans le bimensuel cinéma L'Avant-scène, consacré au film de Patrice Leconte Tandem, en juin 2020, dans un dossier consacré aux animateurs de radio vedettes du grand écran.
Il obtient le prix du meilleur court métrage au festival du film de Big Water (Wisconsin) lors de son édition 2018.

## Fiche technique
- Titre anglais : Radio Moon
- Réalisation : Pierre Gaffié
- Durée : 13 minutes 17 secondes[4]

## Distribution
- Gabriel Dufay
- Helena Eden
- Marilyne Fontaine

## Distinctions
- 2018 :  prix du meilleur court-métrage au festival du film de Big Water (Wisconsin, Usa)